# Abdülkadir Seven
Abdülkadir Seven (* 1891 in Selanik, damals Osmanisches Reich; † 16. Februar 1971) war ein türkischer General, der unter anderem von 1954 bis 1955 Oberkommandierender des Heeres (Türk Kara Kuvvetleri) war.

## Leben
Seven absolvierte nach dem Schulbesuch eine Ausbildung zum Offizier der Kavallerie an der Heeresschule (Harp Okulu), die er 1911 als Leutnant (Teğmen) abschloss. Im Anschluss fand er während des Italienisch-Türkischen Krieges von 1911 bis 1912, der Balkankriege von 1912 bis 1913, des Ersten Weltkrieges von 1914 bis 1918 sowie des Türkischen Befreiungskrieges von 1919 bis 1923 Verwendung als Zugführer sowie Kompaniechef bei Kavallerieeinheiten und begann 1923 seine Ausbildung zum Stabsoffizier an der Heeresakademie (Harp Akademisi), die er 1926 abschloss. Danach folgten weitere Verwendungen in verschiedenen Einheiten der Kavallerie sowie des Heeres.
Nach seiner Beförderung zum Brigadegeneral (Tuğgeneral) wurde Seven 1942 stellvertretender Befehlshaber der 12. Division sowie 1943 stellvertretender Befehlshaber der 1. Kavallerie-Division. 1944 erfolgte seine Beförderung zum Generalmajor (Tümgeneral) sowie Ernennung zum Befehlshaber der 1. Kavallerie-Division. Im Anschluss war er erst Befehlshaber der 1. Infanterie-Division sowie zuletzt Befehlshaber der 2. Kavallerie-Division.
1948 wurde Seven zum Generalleutnant (Korgeneral) befördert und übernahm anfangs die Funktion als Kommandierender General des 10. Korps, danach als Kommandierender General des 9. Korps sowie als Kommandierender General des 7. Korps, ehe er schließlich Kommandierender General des 5. Korps sowie zuletzt bis 1952 Kommandierender General des 3. Korps war.
Nachdem Seven zum General (Orgeneral) befördert worden war, wurde er am 10. Juli 1952 als Nachfolger von General Şahap Gürler Oberbefehlshaber der 2. Armee (İkinci Ordu) und bekleidete diese Funktion bis zu seiner Ablösung durch General Necati Tacan am 25. April 1955. Zugleich folgte er am 10. Juli 1954 General Ahmet Nurettin Baransel als Oberkommandierender des Heeres (Türk Kara Kuvvetleri) und behielt auch diesen Posten bis zum 25. April 1955. Allerdings wurde er in dieser Verwendung durch General İsmail Hakkı Tunaboylu abgelöst. Anschließend wurde er am 25. April 1955 Mitglied des Obersten Militärrates (Yüksek Askeri Şura), dem er bis zu seiner Versetzung in den Ruhestand am 14. Juli 1956 angehörte.
Nach seinem Tode wurde General Seven auf dem Sahrayıcedit-Friedhof (Sahrayıcedit Mezarlığı) in Kadiköy beigesetzt.